# (2204) Lyyli
(2204) Lyyli est un astéroïde de la ceinture principale aréocroiseur.

## Description
(2204) Lyyli est un astéroïde aréocroiseur. Il présente une orbite caractérisée par un demi-grand axe de 2,59 UA, une excentricité de 0,41 et une inclinaison de 20,6° par rapport à l'écliptique.

## Compléments